# Lambert Simnel
Lambert Simnel (* um 1477; † um 1534) war ein Hochstapler, der behauptete, englischer König zu sein. Zusammen mit Perkin Warbeck war er einer von zwei Betrügern, die die Herrschaft von Heinrich VII. von England (regiert von 1485 bis 1509) im letzten Jahrzehnt des 15. Jahrhunderts bedrohten.

## Leben
Lambert Simnel wurde etwa 1477 geboren. Es gibt, je nach Quelle, verschiedene Angaben über den Vater: Bäcker, Händler oder Orgelbauer. Im Alter von etwa zehn Jahren wurde Simnel Schüler des Priesters Roger Simon (oder auch Richard Symonds), der sich anscheinend entschied, einen König aus dem Jungen zu machen. Er brachte dem als gutaussehend beschriebenen Jungen höfische Manieren bei.
Simon wollte Simnel eigentlich als Richard of Shrewsbury, den zweitältesten Sohn von Eduard IV. und einen der Prinzen im Tower, präsentieren. Als er jedoch das Gerücht hörte, dass Edward Plantagenet während seiner Gefangenschaft im Tower von London gestorben sei, änderte er seine Pläne. Der echte Edward war ein Junge im ungefähren Alter Simnels, der Ansprüche auf den Thron hatte, da er Sohn von George Plantagenet, 1. Duke of Clarence, war.

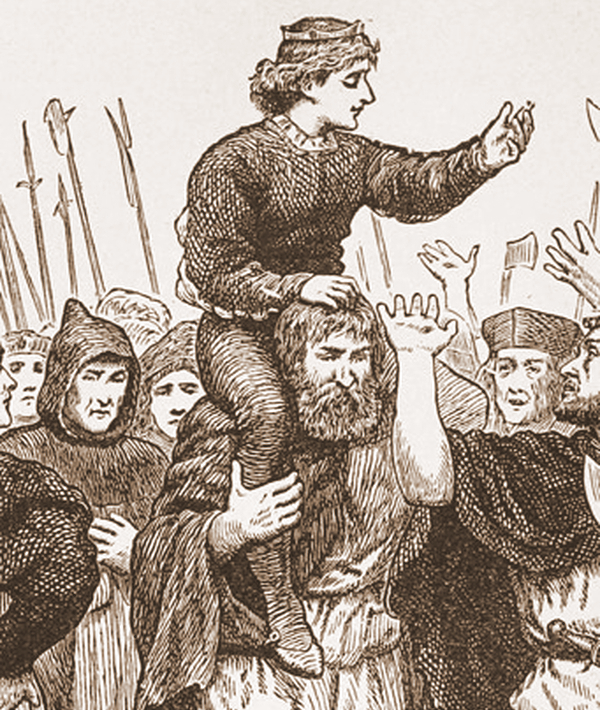
Lambert Simnel auf dem Rücken irischer Unterstützer, Darstellung in der Encyclopædia Britannica 1910

Simon verbreitete das Gerücht, dass Edward aus dem Tower geflüchtet sei und unter seiner Bewachung stehe. Er bekam die Unterstützung des Hauses York. Er brachte Simnel nach Irland, wo er ihn dem Earl of Kildare vorstellte. Der Earl wollte die Geschichte unterstützen, in England einmarschieren und König Heinrich stürzen. Am 24. Mai 1487 wurde Simnel in der Christchurch Cathedral zu Dublin als „König Edward VI.“ gekrönt. Der Earl von Kildare sammelte eine Armee von irischen Soldaten unter dem Kommando von Thomas Geraldine.
Am 2. Februar 1487 präsentierte Heinrich VII. den echten Edward in der Öffentlichkeit, um zu beweisen, dass er diesen noch immer im Tower gefangen hielt und der junge Prätendent ein Betrüger sei. Heinrich erklärte auch eine allgemeine Amnestie von allen Anklagen, auch Verrat gegen ihn selbst, mit der Bedingung, dass die Angeklagten zu ihm gebracht würden.
John de la Pole, Earl of Lincoln und geschlagener Nachfolger des vorigen Königs Richard III., folgte der Verschwörung gegen den König und flüchtete nach Flandern. Dort gab er an, dass er an der Flucht des jungen Earl of Warwick teilgenommen habe. Dort traf er auch Lord Lovell, der den fehlgeschlagenen Aufstand des Hauses York 1486 unterstützt hatte. Margarete von Burgund sammelte 2000 deutsche Söldner und schiffte sie nach Irland ein. Dort kamen sie am 5. Mai an. Heinrich war davon informiert und sammelte Truppen.
Simnels Unterstützer, meist bestehend aus flämischen und irischen Truppen, landeten auf Piel Island in der Gegend der Halbinsel Furness in Lancashire am 5. Juni 1487 und wurden von englischen Unterstützern begleitet. Allerdings schloss sich niemand der lokalen Adeligen – mit Ausnahme von Thomas Broughton – ihnen an. Am 16. Juni stießen sie mit Heinrichs Armee in der Schlacht von Stoke zusammen und wurden geschlagen. Der Earl of Kildare wurde gefangen genommen und der Earl of Lincoln und Sir Thomas Broughton getötet. Lord Lovell verschwand und es gab das Gerücht, dass er geflüchtet sei und sich versteckt habe, um sich einer Vergeltung zu entziehen. Simon blieb die Todesstrafe aufgrund seines priesterlichen Status erspart, aber er wurde lebenslang in Gefangenschaft genommen.
Heinrich VII. verzieh dem jungen Simnel, vielleicht deshalb, weil dieser eine Marionette in den Händen von Erwachsenen war, und gab ihm eine Arbeit in der königlichen Küche. Der englische König ließ Simnel einige Jahre danach irische Gäste bewirten, die einst Simnels Ambitionen auf den Königsthron unterstützt hatten und nun beim Wiedersehen peinlich berührt waren. Später wurde Simnel königlicher Falkner. Er starb etwa 1534.